# Mikrograwitacja
Mikrograwitacja – zjawisko opisywane jako stan przestrzeni, w której panuje znikomo małe przyspieszenie grawitacyjne pochodzące ze źródeł zewnętrznych – niewchodzących w skład danego układu w przestrzeni.

## Środowisko Mikro-G
Środowisko mikro-g (µg, często określane terminem mikrograwitacji) jest takim środowiskiem, w którym następuje znaczne zredukowanie lub wyeliminowanie przyspieszenia grawitacyjnego, podczas gdy sama siła grawitacyjna nadal istnieje – powstaje tzw. stan nieważkości. W praktyce zastosowania takiego środowiska pozwalają m.in. na produkcję materiałów jakich nie można uzyskać w „normalnych warunkach”, pozwalają również na szkolenia astronautów do podróży kosmicznych (np. program NASA – Reduced Gravity Research Program, zwany też nieoficjalnie „Vomit Comet”).
Znane są co najmniej cztery metody tworzenia środowiska mikro-g:
1. Redukowanie oddziaływania grawitacyjnego na skutek podróżowania w oddaloną od źródeł grawitacji przestrzeń kosmiczną – możliwe w teorii, ale trudne do wykonania w praktyce.
2. Opadanie podczas lotu parabolicznego samolotem. Podczas fazy opadania we wnętrzu samolotu powstaje zjawisko nieważkości, ponieważ przedmioty znajdujące się we względnym układzie odniesienia (w stosunku do kabiny samolotu) osiągają stan znacznie zredukowanego przyspieszenia grawitacyjnego, ale sama grawitacja nadal istnieje. Metodę tę wykorzystuje NASA w programie Reduced Gravity Research Program[1].
3. Orbitowanie, podczas którego następuje równoważenie się siły grawitacji i siły odśrodkowej, ma ono miejsce np. w Międzynarodowej Stacji Kosmicznej.
4. Lot suborbitalny na pokładzie rakiety. Gdy rakieta znajduje się na dużej wysokości i nie działają na nią siły aerodynamiczne i ma wyłączony napęd, to doświadcza swobodnego spadania i w efekcie ładunek użyteczny rakiety doświadcza mikrograwitacji[2].

Termin mikrograwitacji nie powinien być mylony z pojęciem grawitacji kwantowej.

## Badania w medycynie
Na początku 2020 mają zostać przeprowadzone testy na międzynarodowej stacji kosmicznej, jak mikrograwitacja wpływa na zachowanie komórek nowotworowych. Badania prowadzone od 2014 pokazują, że komórki nowotworowe mają w takich warunkach utrudnioną zdolność do dzielenia się i rozprzestrzeniania. Oznaczałoby to, że można byłoby nawet wyleczyć raka(część z komórek nowotworowych obumiera).